# Nexus 5
Nexus 5（代号：Hammerhead）是一款由谷歌设计，LG电子代工的智慧型手机，首次發佈推出了黑白两色，隨後推出紅色。Nexus 5是Nexus 4的下一代产品，同时也是谷歌Nexus产品线的旗舰设备。Nexus 5发布于2013年10月31日，并且作为Android 4.4 "KitKat"的首发设备，在其中推出了新的用户界面设计和更为优化的操作性能，以及更为集成的Google Now和若干其他功能。
Nexus 5受到了很多好评，有评论称赞该设备与其他旗舰手机相比，在整体性能和成本之间取得了更好的平衡。该机也因为优秀的显示质量以及Android 4.4的特性更新受到称赞。但因显示屏与其他设备相比太暗，相机质量不一致该设备也受到了批评。
Nexus 5直接接替Nexus 4。Nexus 5的后续机型Nexus 6在2014年下半年发布。但2015年发布的Nexus 5X更像是Nexus 5的直接继任者。 

## 规格

### 硬件

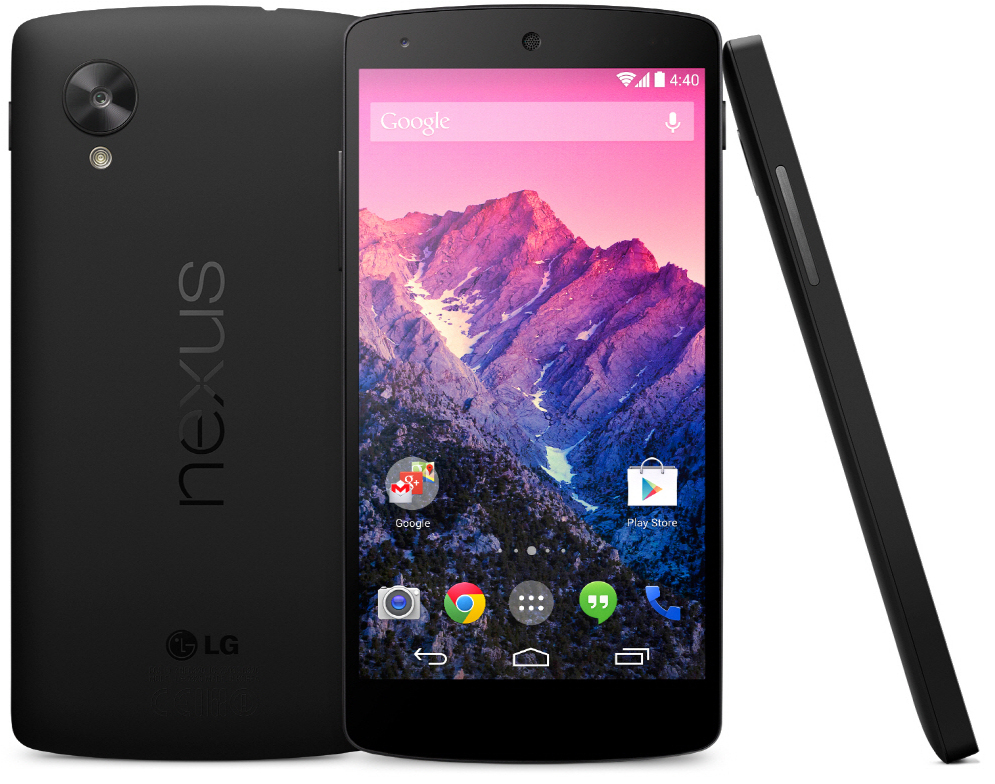
Back, front and side view of a black Nexus 5

外观方面采用了与Nexus 7 (2013)相同的聚碳酸酯外壳，有黑色、白色和红色可选。其中白色手机的机身正面仍为黑色，但听筒部位为白色，红色版本手机也采用了相同的样式。
硬件配置方面与LG G2相似，搭配了一枚2.3GHz的Qualcomm Snapdragon™ 800处理器和2GB的RAM。屏幕方面则搭配了一块4.95英寸（销售时宣传为5英寸）的1080P IPS顯示器，像素密度达到了445ppi。
Nexus 5搭配了一枚800万像素的主镜头，和一枚130万像素的前置镜头。相機軟件支援360度全景拍攝。主鏡頭具有OIS光学防抖和HDR功能。
Nexus 5支持4G网络。分为北美版（LG-D820）和国际版（LG-D821），两个版本之间的差异主要在网络制式方面。
与Nexus 4相同，Nexus 5没有microSD卡插槽，在屏幕底部有一颗彩色LED通知灯。Nexus 5的下边缘有两个格栅：一个用于单声道扬声器，另一个用于麦克风。
值得注意的是，Nexus 5 搭载了步数检测器和计步器。这两个传感器让应用程序可以轻松的记录用户在走路、跑步或爬楼梯时走过的步数。两个传感器均采用了低功耗设计。

### 软件

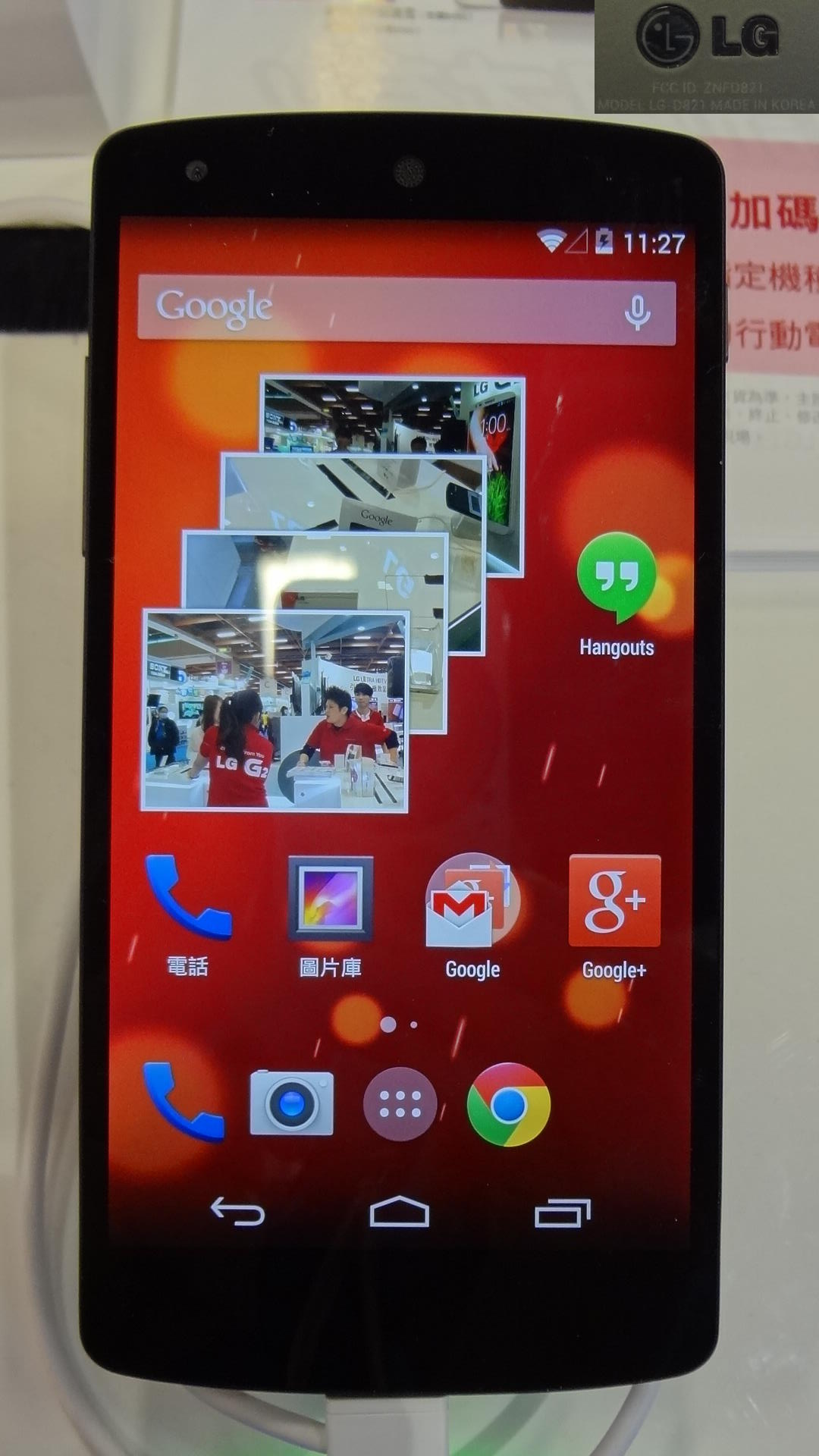
Nexus 5, LG-D821 model (international)

Nexus 5是市面上第一款搭配Android 4.4 KitKat的智能手机。该版本具有全新的用户界面，改进的性能，改进的近场通信支持（例如模拟智能卡的功能），全新的HDR+照片拍摄模式、屏幕录制程序和其他新功能和改进功能。
Nexus 5也是市面上第一款可以在手机设置的开发者模式中选择在Android Runtime 环境下运行的手机。
该设备随附了重新设计的主屏幕启动器Google Now Launcher。用户可以在特定页面上快速访问Google Now，并通过语音命令在主屏幕上激活语音搜索。Google Now Launcher不是Android本身的组件，而是Google搜索应用的一部分。直到2014年2月26日Google Now Launcher在特定Android 4.4设备的Google Play商店中开放下载时，该启动器为Nexus 5所特有，并且在其他任何Nexus设备的Android 4.4更新中均未被激活。在Nexus 5发行后不久，虽然Google公开发布了包含Google Now Launcher的Google搜索应用程序更新，但是该启动器无法在不安装次要的垫片应用的情况下被激活。
更新后支持短信功能的环聊被用作默认的短信应用程序。
Nexus 5于2013年12月开始接收Android 4.4.1更新，引入了HDR +功能并修复了自动对焦，白平衡等已知的相机问题。 HDR +以短时间曝光拍摄一连串照片，使用计算摄影技术有选择地对齐最清晰的照片并取平均值。短时曝光可避免模糊，高光溢出，而对多张照片取平均值可减少噪点。该技术类似于天文摄影中使用的幸运成像。 HDR +在Qualcomm Hexagon DSP上处理。该更新也解决了某些应用中扬声器输出音量低的问题。随后几天，Google发布了Android 4.4.2更新，进一步修复错误和改进安全性。
用于Nexus 5的Android 5.0 "Lollipop" 开发者预览系统镜像于2014年6月26日谷歌 I/O大会后发布。正式发行版本的Android 5.0 "Lollipop"于2014年11月12日作为出厂操作系统镜像开放下载。2015年3月Nexus 5开始收到Android 5.1 "Lollipop" 升级推送，解决和优化了性能以及用户界面问题，不过同时也导致了一些相机问题。
Nexus 5 亦可升級至谷歌官方发布的Android 6.0.1(Marshmallow)。
Nexus 5 将无法得到谷歌官方 Android 7.0 (Nougat) 以及之后的版本更新，但第三方开发者为其开发了 Android 7.0至Android 13的所有版本。

### 设计
機身顏色包括：
| 顏色 | 名稱 | 英語  | 備註                       |
| ---- | ---- | ----- | -------------------------- |
|      | 黑色 | Black | 正面為黑色                 |
|      | 白色 | White | 正面為黑色，聽筒部位為白色 |
|      | 紅色 | Red   | 正面為黑色，聽筒部位為紅色 |

## 發布
2013年10月31日，在谷歌Play商店開始售賣Nexus 5，有16 GB和32 GB的版本，並分別有黑色和白色的版本。 在美国发行时的价格为$349美元(16 GB 版本)和$399美元（32GB 版本）。其价格低于其他智能手机大约$649美元的普遍价格。
2015年3月11日起，Nexus 5从谷歌 Play Store下架。

## 售价
Nexus 5在发布会当天起售。16GB版本售价为349美元，32GB版本售价为399美元。

## 參看
- Android裝置列表
- LG G2